# マンチェスター・シティFCの選手一覧
マンチェスター・シティFCの選手一覧（マンチェスター・シティエフシーのせんしゅいちらん）は、マンチェスター・シティFCに所属している選手・監督・コーチの一覧。

## 現役選手・監督
在籍年と前所属を併記。

### スタッフ
2019年8月5日現在
| 役職 | 名前                       | 在籍年   | 前職                        | 備考 |
| 監督 | ジョゼップ・グアルディオラ | 2016年 - | バイエルン・ミュンヘン 監督 |      |

### 選手
2023年7月20日現在
| Pos | No. | 選手名                   | 在籍年   | 前所属                     | 備考                    |
| GK  | 18  | シュテファン・オルテガ   | 2022年 - | アルミニア・ビーレフェルト | 元ドイツ代表候補        |
| GK  | 31  | エデルソン               | 2017年 - | ベンフィカ                 | ブラジル代表            |
| GK  | 33  | スコット・カーソン       | 2019年 - | ダービー・カウンティ       | イングランド代表        |
| DF  | 02  | カイル・ウォーカー       | 2017年 - | トッテナム・ホットスパー   | イングランド代表        |
| DF  | 03  | ルベン・ディアス         | 2020年 - | ベンフィカ                 | ポルトガル代表          |
| DF  | 05  | ジョン・ストーンズ       | 2016年 - | エヴァートン               | イングランド代表        |
| DF  | 06  | ナタン・アケ             | 2020年 - | ボーンマス                 | オランダ代表            |
| DF  | 14  | アイメリク・ラポルテ     | 2018年 - | アスレティック・ビルバオ   | スペイン代表            |
| DF  | 21  | セルヒオ・ゴメス         | 2022年 - | アンデルレヒト             | スペインU-21代表        |
| DF  | 25  | マヌエル・アカンジ       | 2022年 - | ボルシア・ドルトムント     | スイス代表              |
| MF  | 04  | カルバン・フィリップス   | 2022年 - | リーズ・ユナイテッド       | イングランド代表        |
| MF  | 08  | マテオ・コヴァチッチ     | 2023年 - | チェルシーFC               | クロアチア代表          |
| MF  | 10  | ジャック・グリーリッシュ | 2021年 - | アストン・ヴィラFC         | イングランド代表        |
| MF  | 16  | ロドリ                   | 2019年 - | アトレティコ・マドリード   | スペイン代表            |
| MF  | 17  | ケヴィン・デ・ブライネ   | 2015年 - | ヴォルフスブルク           | ベルギー代表 キャプテン |
| MF  | 20  | ベルナルド・シウバ       | 2017年 - | モナコ                     | ポルトガル代表          |
| MF  | 47  | フィル・フォーデン       | 2017年 - | マンチェスター・シティ EDS | イングランド代表        |
| FW  | 09  | アーリング・ハーランド   | 2022年 - | ボルシア・ドルトムント     | ノルウェー代表          |
| FW  | 19  | フリアン・アルバレス     | 2022年 - | CAリーベル・プレート       | アルゼンチン代表        |
| FW  | 26  | リヤド・マフレズ         | 2018年 - | レスター・シティ           | アルジェリア代表        |

### 期限付き移籍加入の選手
| Pos | No. | 選手名 | 移籍元 | 移籍期間 | 備考 |

## 過去に在籍した選手・スタッフ

### GK
| - フランク・スウィフト 1933-1949 - バート・トラウトマン 1949-1964 - ピーター・シュマイケル 2002-2003 - デビッド・シーマン 2003-2004.1 - カスパー・シュマイケル 2004-2009 - シェイ・ギヴン 2009.1-2011 | - スチュアート・テイラー 2009-2012 - ヒュレプ・マールトン 2010.4-2010.5 - コステル・パンティリモン 2011-2014 - リチャード・ライト 2012-2016 - ウィリー・カバジェロ 2014-2017 - ジョー・ハート 2006-2018 - クラウディオ・ブラーボ 2016-2020 |

### DF
| - ミシェル・フォンク 1992-1995 - 孫継海 2002-2008 - ミヒャエル・タルナト 2003-2004 - ダニエル・ファン・ブイテン 2004.1-2004.6 - ヴェドラン・チョルルカ 2007-2008 - ダニー・ミルズ 2004-2009 - ジェローム・ボアテング 2010-2011 - ステファン・サヴィッチ 2011-2012 - ウェイン・ブリッジ 2009.1-2013 - コロ・トゥーレ 2009-2013 - マイコン 2012-2013 - ジョリオン・レスコット 2009-2014 - マイカ・リチャーズ 2005-2015 - カリム・レキク 2011-2015 - マティヤ・ナスタシッチ 2012-2015 - デドリック・ボヤタ 2013-2015 - マルティン・デミチェリス 2013-2016 | - パブロ・サバレタ 2008-2017 - アレクサンダル・コラロヴ 2010-2017 - ガエル・クリシー 2011-2017 - バカリ・サニャ 2014-2017 - ジェイソン・デナイヤー 2013-2018 - パブロ・マフェオ 2015-2018 - ヴァンサン・コンパニ 2008-2019 - エリアカン・マンガラ 2014-2019 - ダニーロ 2017-2019 - ニコラス・オタメンディ 2015-2020 - トシン・アダラビオヨ 2016-2020 - アンヘリーニョ 2014-2018,2019-2021 - エリック・ガルシア 2018-2021 - バンジャマン・メンディ 2017-2023 |

### MF
| - ビリー・メレディス 1894-1906,1921-1924 - ピーター・ドハーティ 1936-1945 - マイク・サマービー 1965-1975 - デニス・タアート 1974-1978,1979-1983 - ショーン・ライト＝フィリップス 1999-2005, 2008-2011 - スティーブ・マクマナマン 2003-2005 - クラウディオ・レイナ 2003-2007 - ディートマー・ハマン 2006-2009 - エラーノ 2007-2009 - ナイジェル・デ・ヨング 2009-2012 - ギャレス・バリー 2009-2014 - パトリック・ヴィエラ 2010-2011 - ヤヤ・トゥーレ 2010-2018 - ダビド・シルバ 2010-2020 - ジェイムズ・ミルナー 2010-2015 - オーウェン・ハーグリーヴス 2011-2012 - サミル・ナスリ 2011-2017 | - ジャック・ロドウェル 2012-2014 - ハビ・ガルシア 2012-2014 - ダビド・ピサーロ 2012.1-2012.6 - マルコス・ロペス 2013-2015 - ヘスス・ナバス 2013-2017 - フェルナンジーニョ 2013-2022 - ホセ・アンヘル・ポソ 2014-2015 - フランク・ランパード 2014-2015 - フェルナンド 2014-2017 - ベルサント・ツェリナ 2014-2018 - マヌ・ガルシア 2015-2019 - ファビアン・デルフ 2015-2019 - アレイクス・ガルシア 2015-2020 - ブラヒム・ディアス 2016-2018.12 - イルカイ・ギュンドアン 2016-2023 |

### FW
| - デニス・ロー 1960-1961, 1973-1974 - ナイアル・クイン 1990-1996 - ジョージ・ウェア 2000-2001 - パウロ・ワンチョペ 2000-2004 - ニコラ・アネルカ 2002-2005 - ロビー・ファウラー 2003-2006 - ベルナルド・コッラーディ 2006-2008 - ゲオルギオス・サマラス2006-2008 - ダニエル・スタリッジ 2006-2009 - ロビーニョ 2008-2010 - ヨン・グイデッティ 2008-2015 - クレイグ・ベラミー 2009-2011 - エマニュエル・アデバヨール 2009-2012 - ロケ・サンタ・クルス 2009-2013 - カルロス・テベス 2009-2013 | - マリオ・バロテッリ 2010-2013 - エディン・ジェコ 2011-2015 - セルヒオ・アグエロ 2011-2021 - アルバロ・ネグレド 2013-2015 - ステヴァン・ヨヴェティッチ 2013-2016.12 - ウィルフリード・ボニー 2015.1-2017 - ラヒーム・スターリング 2015-2022 - ケレチ・イヘアナチョ 2015-2017 - ノリート 2016-2017 - レロイ・サネ 2016-2020 - ルーカス・ヌメチャ 2017-2021 - ガブリエウ・フェルナンド・ジ・ジェズス 2017-2022 - フェラン・トーレス 2020-2021 |